# Elektrisk motor

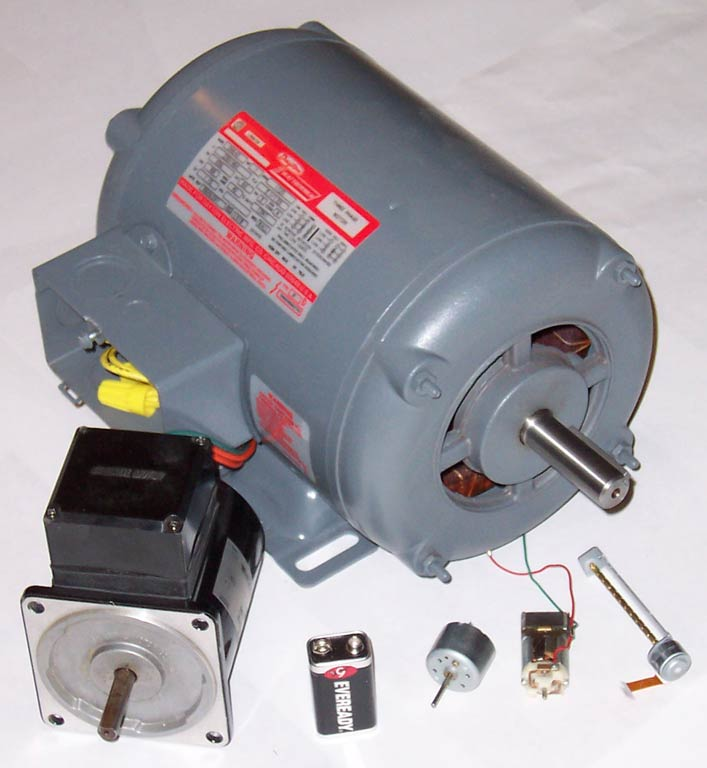
Elektriska motorer

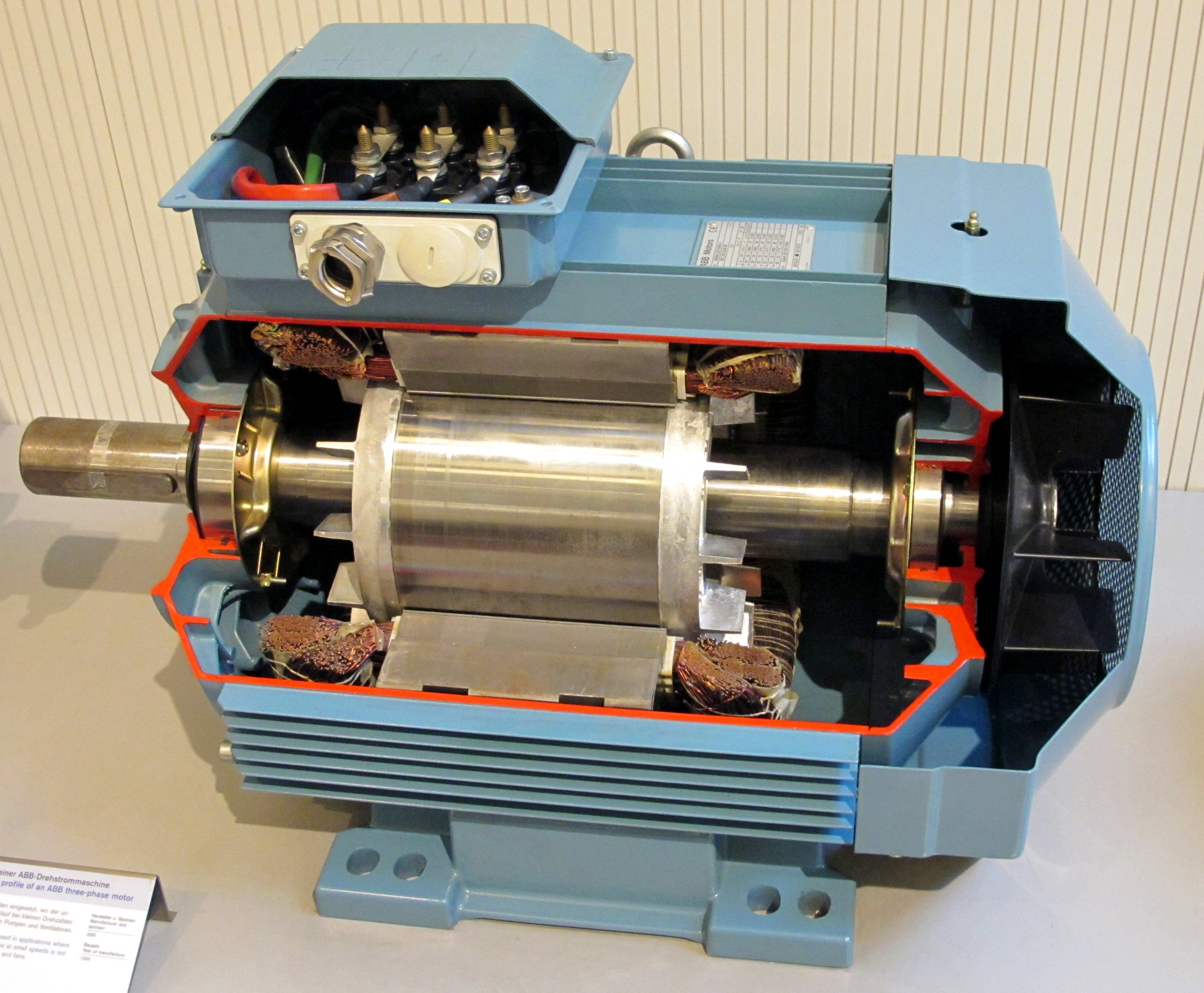
Genomskärning av asynkronmotor

En elektrisk motor eller elmotor, konverterar elektrisk energi till mekanisk energi (rörelseenergi). Den omvända funktionen, att omvandla mekanisk energi till elektrisk energi åstadkoms med en generator. Motorer som till exempel används för truckar och elektriska lokomotiv har ofta den dubbla uppgiften då de genererar ström vid inbromsning. Inom hushållen används elektriska motorer till bland annat fläktar och tvättmaskiner.
Elektriska motorer indelas i olika huvudgrupper utifrån sina karaktäristiska, till exempel matning (växelström/likström), funktionsprincip (elektromagnetism som är vanligast, elektrostatiska krafter eller den piezoelektriska effekten), huruvida drivaxeln roterar med samma hastighet som magnetfältet (synkron) eller släpar efter (asynkron), avsett användningsområde och så vidare. Det är sällan en motor tillhör enbart en av dessa gruper, och de saknar inbördes rang. En växelströmsmotor kan alltså vara antingen synkron eller asynkron, medan en synkronmotor kan matas med antingen växel- eller likström. Detta gör det svårt att skapa en övergripande bild av alla de variationer som kan förekomma, eller att kategorisera motorer utifrån en enskild egenskap.
Den grundläggande principen på vilken de elektromagnetiska motorerna bygger är att en kraftverkan utövas på en strömförande ledare som är innesluten i ett magnetiskt fält. Kraften beskrivs av Lorentzkraften enligt vilken kraften är vinkelrät mot både ledare och det magnetiska fältet.
Oftast är elektriska motorer av roterande typ i vilken den roterande delen kallas rotor och den stillastående delen kallas stator. Rotorn roteras på grund av att elektriska ledningar och de magnetiska fälten är så arrangerade att ett vridmoment utvecklas kring rotorns axel.
Linjärmotorer är en grupp där "statorn" utgörs av magnetbanan och "rotorn" av en löpare som också har ett returjärn för återföring av magnetfältet till banan. Maglev-tåg är ett storskaligt exempel, där tågsättet "vilar" på det elektromagnetiska fältet och därigenom kan framföras med mycket små friktionsförluster.
Linjära motorer används även inom verkstadsindustrin, till att positionera t.ex. arbetsstycket i en fräs eller skärhuvudet i en laserskärmaskin.
Fördelarna mot traditionella roterande motorer är dels snabbare positionering, eftersom löparen (den del som motsvarar rotorn i en roterande motor) lättare kan kylas (tillåter högre strömstyrkor), dels högre positioneringsnoggrannhet, då statorn och 'rotorn' monteras direkt på maskindelarna. En roterande motor, däremot, måste använda sig av mekaniska element (till exempel kulskruvar och kugghjul) för att omvandla sin roterande rörelse till en linjär med tillhörande precisionsproblem (värmeutvidgning, spel mellan komponenterna).

## Ny typ av konstruktion av stator och rotor
En kritisk del av elmotorernas konstruktion är uppbyggnaden av de magnetiska delarna i rotor och stator. De magnetiska delarna är vanligtvis tillverkade av ett stort antal stansade stycken av tunnplåt för att förhindra oönskade virvelströmmar, vilka leda till avsevärda effektförluster. Med pulvermetallurgiska metoder i kombination av plastgjutning är det emellertid möjligt att tillverka de magnetiska kretsarna i färdig form med bara ett fåtal arbetsmoment.
.

## Se även

Rotorn i en synkron reluktansmotor, där de luftfyllda ursparningarna används för att forma magnetfälten.